# MS-06ザクとうふ

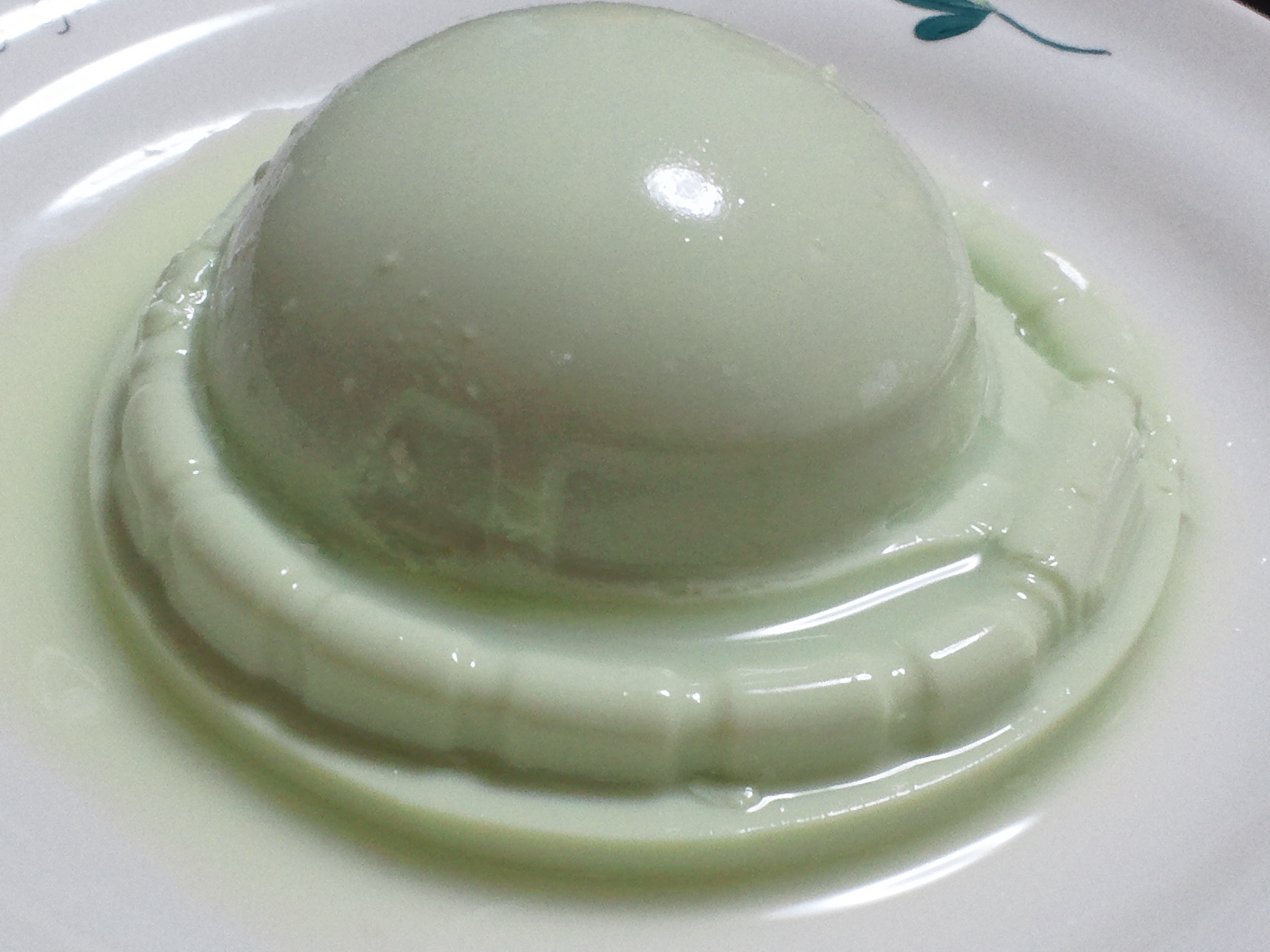
ザクとうふ

MS-06 ザクとうふは、相模屋食料が製造販売する枝豆風味の充てん豆腐。創通・サンライズ公認。2012年3月28日発売開始。通称、ザクとうふ。
本項ではシリーズ商品についても併せて記載する。

## 概要
モチーフはテレビアニメ『機動戦士ガンダム』に登場するジオン公国の人型機動兵器モビルスーツザクII（以下、ザク）であり、商品名の「MS-06」はザクの型式番号に由来する。これは、相模屋食料の現代表取締役社長が『機動戦士ガンダム』シリーズの愛好家であり、特にザクのファンであったことにより製品化を提案したことによる。
豆腐は枝豆を使用した枝豆豆腐。包装も容器パッケージはザクの頭部、容器パッケージの密閉フィルムにはジオン軍章と拘ったものになっている。また初回販売の特別パッケージには、ザクの武器「ヒートホーク」をモチーフにしたスプーンが付属された。
以後、シリーズ化され、「ガンダムシリーズ」に登場するモビルスーツをモチーフにした商品が発売された。

## 特徴
豆腐の色は、淡い緑色。これはザクの特徴の一つでもある緑色にさせるためであり、着色料のクチナシも使用されている。
パッケージ表面にはジオン軍章・ザクの写真、裏面には、ザクとうふをアレンジしたジオラマレシピとグフに搭乗したランバ・ラルのセリフ「ザクとは違うのだよ、ザクとは!」をモチーフにした「キヌとはちがうのだよ、キヌとは!!」が表記されている。これは、容器に直接豆乳を充てんさせ凝固させた充てん豆腐であり、絹ごし豆腐とは違う滑らかな舌触りを謳った製品を表現している。

## ジオラマレシピ
パッケージ裏面には、プラモデルのジオラマをモチーフにした料理アレンジとして一部紹介。アレンジとして食紅などの着色料を使用してシャア専用ザク（赤色）・グフ（青色）など楽しむこともできる。また、空き容器は再利用できるため、ゼリー・プリンなどのデザートの型やチャーハン、チキンライス、バターライスなど飯物の型にも使用できる。
1. ザクの宇宙やっこ（WEBサイト内）
2. ザクの森林サラダ

## 宣伝活動
- ザクとうふPV（プロモーションビデオ）には、アニメ機動戦士ガンダムの声優でもおなじみの永井一郎を起用。ナレーションを担当。
- 2012年4月5日-6月末日までの期間限定で相模屋食料第三工場敷地内に実物大の「ザクヘッド」を展示。

## シリーズ商品

### MSM-07 鍋用!!ズゴックとうふ
- 2012年10月3日販売開始。
- 機動戦士ガンダムに登場するジオン軍の人型機動兵器モビルスーツズゴックがモチーフ。
- 煮崩れがしにくい鍋用のとうふ。昆布風味。
- 限定品としてズゴックの手の部分をモチーフにした「ズゴック・クロー・フォーク」が付属する。
- ジオラマレシピ
  1. ズゴックよせ鍋（ベルファスト風）
  2. ズゴック豆乳鍋（北極戦線）
  3. ズゴックキムチ鍋（赤い!?）

### MS-06 ザクとうふデザート仕様typeD
- 2012年10月3日-11月30日までの期間限定商品。
- 機動戦士ガンダムに登場するジオン軍の人型機動兵器モビルスーツザク・デザートタイプがモチーフ。
- デザート用の甘いとうふ。バニラ風味[3]。パッケージは透明仕様。

### MA-08 ビグ・ザムとうふ
- 2013年6月7日販売開始。
- 機動戦士ガンダムに登場するジオン軍の大型機動兵器モビルアーマービグ・ザムがモチーフ。
- アボカド風味の「ヘッド＆ボディユニット」とプレーンの「レッグユニット」の2種類セット。前者はMS-06ザクとうふの倍以上の重量がある大型の豆腐である。
- 業界初の"組み立てるおとうふ"として商品開発された。付属の「ご飯詰め詰めユニット」で型取りした米飯の上に乗せることを想定している。

### MS-09 トリプル・ドムとうふ
- 2015年8月21日販売開始。
- 機動戦士ガンダムに登場するジオン軍の人型機動兵器モビルスーツドムがモチーフ。
- チュコレート風味。ガイア機（マイルドチョコ）・マッシュ機（ビターチョコ）・オルテガ機（ミルクチョコ）の3種同時発売。それぞれ容器や包装にバリエーションがある。

### MSN-00100 百式とうふ
- 2020年6月3日販売開始。
- 機動戦士Zガンダムに登場するエゥーゴの人型機動兵器モビルスーツ百式がモチーフ。
- 業界初の"塗れるおとうふ"として商品開発された。付属の金粉入りカレーソースを筆やスプレーで塗ることで百式の塗装を再現出来る。このため、筆で塗っても表面が崩れにくい仕立てになっている。
- 発売を記念して塗装コンテストを開催、入賞賞品として百式の武器をモチーフにした「メガ・バズーカ・ランチャー筆」がプレゼントされる。

### MS-06 ザクとうふ改
- 2020年6月3日販売開始。
- MS-06 ザクとうふのリニューアル版。枝豆の風味が増し、容器の造形が改良された。